# Joachim IV (patriarcha Konstantynopola)
Joachim IV, imię świeckie Nikolaos Krusuludis (ur. 5 lipca 1837 w Kalimasji na Chios, zm. 15 lutego 1887 tamże) – grecki biskup prawosławny, patriarcha Konstantynopola w latach 1884–1886.

## Życiorys
Był synem Joannisa Krusuludisa i jego żony Lemonii, siostry patriarchy konstantynopolitańskiego Joachima II. We wczesnym dzieciństwie razem z rodzicami przeniósł się do Konstantynopola. W 1861 ukończył patriarszą szkołę teologiczną na Chalki. W tym samym roku złożył wieczyste śluby mnisze, przyjmując imię zakonne Joachim, by uczcić wuja-patriarchę. W 1863 został I sekretarzem Świętego Synodu Patriarchatu Konstantynopolitańskiego. Siedem lat później został wyświęcony na biskupa; w listopadzie tego samego roku mianowano go metropolitą Larisy. Po pięciu latach został przeniesiony do metropolii Derkon. W 1877 kierował komisją Patriarchatu Konstantynopolitańskiego, która miała rozstrzygnąć konflikt między greckimi i rosyjskimi mnichami monasteru św. Pantelejmona na Athosie.
W 1883 metropolita Joachim zachorował na gruźlicę. Wyjechał na leczenie najpierw do Palermo, a następnie do kurortów austro-węgierskich i bułgarskich. Przebywając we Włoszech, spotkał się z papieżem Leonem XIII, co było gestem bezprecedensowym. W roku następnym, po powrocie do Turcji, został wybrany na patriarchę Konstantynopola, następcę Joachima III, który zrezygnował z urzędu. Jako patriarcha Joachim IV okazał się zdolnym administratorem. Udało mu się poprawić relacje Kościoła z państwem tureckim (ich pogorszenie, łamanie przez państwo przywilejów tradycyjnie przynależnych Cerkwi w państwie osmańskim, było powodem rezygnacji jego poprzednika). Wielokrotnie wzywał prawosławnych do życia w zgodzie z przedstawicielami innych narodowości i wyznań, zwłaszcza z Żydami. Dbał o majątek Patriarchatu i zdołał spłacić większość długów Kościoła (13 z 15 tys. lir tureckich). Odremontował również patriarszą katedrę św. Jerzego w Stambule.
Joachim IV uporządkował relacje Patriarchatu Konstantynopolitańskiego z dwoma autokefalicznymi Kościołami serbskimi – Metropolią Karłowicką w Austro-Węgrzech oraz Serbskim Kościołem Prawosławnym w Serbii; w okresie sprawowania przez niego urzędu Patriarchat Konstantynopolitański wznowił kontakty z obydwiema Cerkwiami. Uznał autokefalię Rumuńskiego Kościoła Prawosławnego i faktyczną samodzielność Metropolii Czarnogóry. Trudne były natomiast stosunki Patriarchatu Konstantynopolitańskiego z Rosyjskim Kościołem Prawosławnym. Cerkiew Rosyjska źle odebrała uporządkowanie stosunków między Patriarchatem Konstantynopolitańskim a Patriarchatem Rumuńskim i Metropolią Karłowicką; negatywnie odniosła się również do faktu, że patriarcha uznał za ważny wybór metropolity belgradzkiego Teodozjusza, o elekcji którego przesądził król serbski Milan I Obrenowić, a w konsekwencji także usunięcie z urzędu prorosyjskiego metropolity belgradzkiego Michała. Rosyjski Kościół Prawosławny protestował również, gdy patriarcha wydał zgodę na rozwód małżeństwa Marii (córki Michała Sturdzy) i Konstantina Gorczakowów, którym zarówno Cerkiew Rosyjska, jak i Rumuńska rozwodu odmówiła.
W 1886 Joachim IV odszedł z urzędu z powodu pogorszenia stanu zdrowia. Osiadł w majątku rodzinnym na Chios i tam zmarł w roku następnym. Został pochowany w rodzinnej wsi w cerkwi Przemienienia Pańskiego.